# Яструб японський
Яструб японський (Accipiter gularis) — хижий птах роду яструбів родини яструбових ряду яструбоподібних.

## Опис
Виду притаманний статевий диморфізм. Довжина тіла птаха 23–30 см, вага самця в середньому 85–142 г, самок 111–193 г. Розмах крил становить 46–58 см. Верхня частина тіла дорослого самця темно-сіра або чорна, шия біла зі смугою по центру. Нижня частина тіла сіра з рудуватим відтінком і коричневими смугами. У самок верхня частина тіла темно-коричнева, голова чорна.

## Поширення й екологія
Вид мешкає в Азії, від Томська до Курильських островів, в північній Монголії, Маньчжурії, на північному сході Китаю, в Північній Кореї, на Японському архіпелазі і на островах Рюкю. Це перелітний птах, що зимує на півдні Китаю, в Індокитаї і далі на південь до Суматри і Яви.
Зазвичай японський яструб мешкає в змішаних лісах, зрідка в соснових лісах. Дуже часто він мешкає неподалік водойм. Може мешкати поряд з людиною, наприклад, в міських парках. Мешкає на висоті до 1800 м над рівнем моря.

## Підвиди
Виділяють три підвиди:
- A. g. sibiricus Stepanyan, 1959, мешкає від верхньої течії Обі й Монголії на заході до середньої течії Лени й Охотського моря на сході. Зимує в Південно-Східній Азії і, можливо, на Великих Зондських островах;
- A. g. gularis (Temminck e Schlegel, 1844), мешкає на російському Далекому Сході, на Сахаліні, в Кореї, на північному сході Китаю і в Японії. Зимує в південних регіонах Китаю, на Філіппінах, в Індонезії;
- A. g. iwasakii Mishima, 1962, населяє південні острови Рюкю (Йонаґуні, Іріомоте, Ісіґакі).

## Раціон
Зазвичай японський яструб полює на невеликих птахів, таких як польові горобці, вівсянки, синиці, кропив'янки і повзики, однак він може полювати і на відносно великих птахів, таких як блакитна сорока і сизий голуб. Крім того, він їсть комах і невеликих ссавців. Дослідження, проведені в Японії, виявили, що відсоток комах в раціоні яструба може досягати 28 — 40%. 

## Розмноження
Японські яструби розмножуються з червня по серпень. Вони будують невелике гніздо на висоті 10 м поряд зі стовбуром дерева. В Японії в кладці зазвичай 2-3 яйця, однак кладка сибірських яструбів часто нараховує 4–5 яєць. Самка насиджує яйця 25–28 днів.

## Збереження
Це численний і поширений вид. МСОП вважає його таким. що не потребує особливого збереження.